# Ángel Fernández Caro y Nouvilas
Ángel Fernández Caro y Nouvilas (Barcelona, 1845-Madrid, 1928) fue un médico, académico y político español.

## Biografía
Habría nacido en 1845 en Barcelona. Doctor en medicina, formó parte del Cuerpo de Sanidad de la Armada y fue miembro de la Real Academia de Medicina. Fue autor de obras de carácter médico y dirigió el Boletín de Medicina Naval (1897), además de colaborar en otras publicaciones periódicas como La Ilustración Española y Americana y Para Todos (1902), entre otras. Fue varias veces senador en las Cortes de la Restauración, por la provincia de Alicante, por la Real Academia de Medicina y, también, con carácter vitalicio. Durante la dictadura de Primo de Rivera fue miembro de la Asamblea Nacional Consultiva. Falleció el 13 de febrero de 1928 en Madrid.